# Gypsophila arabica
Gypsophila arabica är en nejlikväxtart som beskrevs av Youssef Ibrahim Barkoudah. Gypsophila arabica ingår i släktet slöjor, och familjen nejlikväxter. Inga underarter finns listade i Catalogue of Life.